# Труфанов, Юрий Николаевич
Юрий Николаевич Труфанов (16 ноября 1925 — 23 апреля 2003) — советский и российский конструктор самолётной и ракетной техники. Лауреат Ленинской премии, Заслуженный конструктор Российской Федерации.

## Биография
Родился в Константиновской станице Ростовской области. Отец — Труфанов Николай Васильевич (1898—1930), сотрудник уголовного розыска, мать — Труфанова Мария Потаповна (1897—1984), учительница.
В школьные годы, будучи учеником 4 класса, решил, что станет авиатором и будет поступать только в Московский авиационный институт. После школы поступил в Ростовский механический техникум на обучение по специальности «монтаж самолётов». В связи с началом Великой Отечественной войны — в период с 1941 по 1942 гг. учебный процесс был прерван, как все учащиеся техникума участвовал в оборонительных работах. Не закончив полный курс обучения Ю. Труфанов был призван в Красную Армию, и, в феврале 1943 года направлен на фронт; в течение полугода — красноармеец рядовой-стрелок Ю. Н. Труфанов, участвует в боях на Миус-фронте. В августе 1943 года, получив ранение и контузию направлен в госпиталь, где был признан «временным инвалидом»; возвратился домой и продолжил учёбу в техникуме. В начале 1944 года был вновь призван на службу и направлен в 1-е Орджоникидзевское военно-пулеметное училище с двухгодичным сроком обучения. Не желая отсиживаться в тылу, он пишет рапорт с просьбой направить его на фронт. Но его направляют в запасной полк, где он, благодаря своим качествам характера и организационным способностям, назначен на офицерскую должность — комсоргом батальона, и вскоре командование полка решает направить его на учёбу в военно-политической Академии. Поняв, что шанса попасть на фронт у него нет, он подаёт рапорт с прошением о демобилизации, и в апреле 1945 года был демобилизован, продолжив учёбу и окончив техникум.
В 1946 году по распределению направлен работать на одно из подмосковных предприятий, где вновь возвращается к мысли об осуществлении давней мечты — учёбе в Московском авиационном институте, и вскоре поступает в МАИ на самолётостроительный факультет, который успешно оканчивает в 1955 году. Получив диплом инженера-механика по самолётостроению, и распределение — 1 апреля 1955 года был принят на работу в проектный отдел ОКБ Мясищева(ОКБ № 23), где вскоре становится начальником проектной бригады, ведущим конструктором проекта, затем отдела и затем назначается ведущим конструктором сверхзвукового самолёта М-50, уже напрямую подчиняясь генеральному конструктору ОКБ авиаконструктору В. М. Мясищеву.
Некоторое время спустя в оборонительной доктрине Советского Союза произошли известные перемены[какие?], отдавшие приоритет ракетно-ядерной тематике в ущерб развитию авиации. 3 октября 1960 года по решению Совета министров СССР ОКБ-23 было передано в состав реутовского ОКБ-52 под наименованием «Филиал № 1».
В. Н. Челомей, сменивший В. М. Мясищева на посту Генерального конструктора ОКБ-23, в 1962 году назначает Ю. Труфанова главным ведущим конструктором. Основным полем его деятельности становится участие в создании межконтинентальной баллистической ракеты УР-500. За участие в создании «Протона» — ракеты, ставшей на несколько десятилетий одной из лучших систем этого класса в мире Ю. Н. Труфанов удостоен Ленинской премии.
В 1968 году Ю. Н. Труфанов получает предложение министра общего машиностроения С. А. Афанасьева перейти на работу в министерство, и в декабре того же года назначается заместителем начальника, а затем главным инженером 3-го Главка Минобщемаша; в мае 1974 года — директором и Генеральным конструктором НПО «Энергия», образованного на базе предприятий ЦКБЭМ и КБЭМ, назначается академик В. П. Глушко и по его предложению Ю. Н. Труфанов назначен его первым заместителем.
В 1980 году переведён в Научно-производственное объединение «Молния» (ныне — ОАО «НПО „Молния“»); с 1995 по 2003 годы работал заместителем Генерального директора объединения, одновременно являясь главным конструктором и возглавляя конструкторское бюро, занимался разработкой ускорителя «Байкал» для выведения объектов на опорные орбиты.
Умер в 2003 году. Похоронен на Хованском кладбище.

## Награды, звания, премии
- Медаль «За победу над Германией в Великой Отечественной войне 1941—1945 гг.» (1945)
- Заслуженный конструктор Российской Федерации
- Ленинская премия (1970)
- академик Российской академии космонавтики имени К. Э. Циолковского